# Île Petit Jean
L'île Petit Jean est une île française située entre les îles de Saint-Martin et Saint-Barthélemy et rattachée à la collectivité de Saint-Barthélemy. Elle fait partie de la réserve naturelle nationale de Saint-Barthélemy, tout comme les îlots de l'Âne rouge voisins.